# روبن فيرادي
روبن فيرادي (27 يوليو 1952 ــ 22 ديسمبر 1990) كان لاعب كرة قدم إنجليزي والذي كان يلعب كمحترف في مركز مهاجم في نادي ريدينغ وكارديف سيتي خلال سنوات مسيرته الأربعة التي استمرت  في أواسط 1970. كان أداه على الملعب يعتبر ممتازاً، وقد فاز بأفضل لاعب في نادي ريدينغ عامان على التوالي، كما كان الهداف الأكثر تسجيلاً وقتها. علي أية حال، عادته في إقلاق المنافسين من خلال المضايقات الجسدية ساهمت بشدة في تشويه سجله الكروي، وكانت حياته الشخصية عبارة عن تدخين بكثرة، والشرب، مهتم بالنساء ومحب للمخدرات. علي الرغم من مسيرته القصيرة، بقي دائماً محفوظ في ذاكرة داعمي نادي ريدينغ وكارديف سيتي، كلاً من اللاعب وشخصيته تم ترشيحه أكثر من ثلاث مرات ليكون أفضل لاعب على الإطلاق في نادي ريدينغ.
ولد ونشأ في أكتون، غرب لندن، فيرادي أكتشف، ولكن لم يتم التعاقد معه، من قبل أربعة أندية مهنية خلال سنوات مراهقته. وظهر في جوانب الفرق شبه المهنية المحلية في دوري إسثيمان حتى التحق بفريق تشارلي هيرلي ريدينغ في القسم الرابع [الإنجليزية] في عام 1974 - سرعان ما أصبح لاعباً رئيسياً، ساعد ريدينغ في الصعود إلى القسم الثالث [الإنجليزية] خلال موسم 1975-1976 [الإنجليزية]. مع اشتداد عادة مخدراته، بدأ أداء فيرادي في الانخفاض في النصف الأول من موسم 1976-1977 [الإنجليزية]، مما أدى ريدينغ إلى بيعه إلى كارديف سيتي من الدرجة الثانية [الإنجليزية] بدخول السنة الجديدة. فيرادي سافر للانضمام إلى فريقه الجديد بالقطار دون تذكرة صالحة، وكان يجب أن يكفله مدرب كارديف جيمي اندروز قبل توقيعه للنادي. قدم أداءً قوياً في أول ظهور له، لكن بعد ذلك تراجع أدائه وسببت حياته الشخصية تغيباً متكرراً في المباريات. بعد عدد من الحوادث، داخل وخارج الملعب، بما في ذلك ركل مارك لورنسون في منتصف المباراة—تقاعد فيرادي من كرة القدم في ديسمبر 1977، وعمره 25 عاما. توفي في أكتون في عام 1990، عن عمر يناهز 38 عاماً، بعد تعرضه لأزمة قلبية.
كانت أقوى مهارات فيرادي هي مهاراته الكروية وذكائه الكروي والقوة البدنية والعقلية. وصف أندروز فيرادي بإنه «مركز الوسط المهاجم الكامل»، وجنبًا إلى جنب مع العديد من المعاصرين، صنفه فيرادي بأثر رجعي بإنه جيد بما فيه الكفاية للإنظام لفريق إنجلترا الوطني. وفي استطلاع أجرته هيئة الإذاعة البريطانية عام 2004، تم التصويت لفيرادي على أنه «بطل كل الأبطال» في كل من نادي ريدينغ وكارديف سيتي. كرّست فرقة حيوانات الفراء الخارقة [الإنجليزية] (بالإنجليزية: Super Furry Animals)‏ القائمة على نادي كارديف عام 1996 أغنية الرجل الذي لا يهتم [الإنجليزية] (بالإنجليزية: The Man Don't Give a Fuck)‏ لذكراه.

## بدايات حياته ومسيرته خارج الدوري

### الطفولة

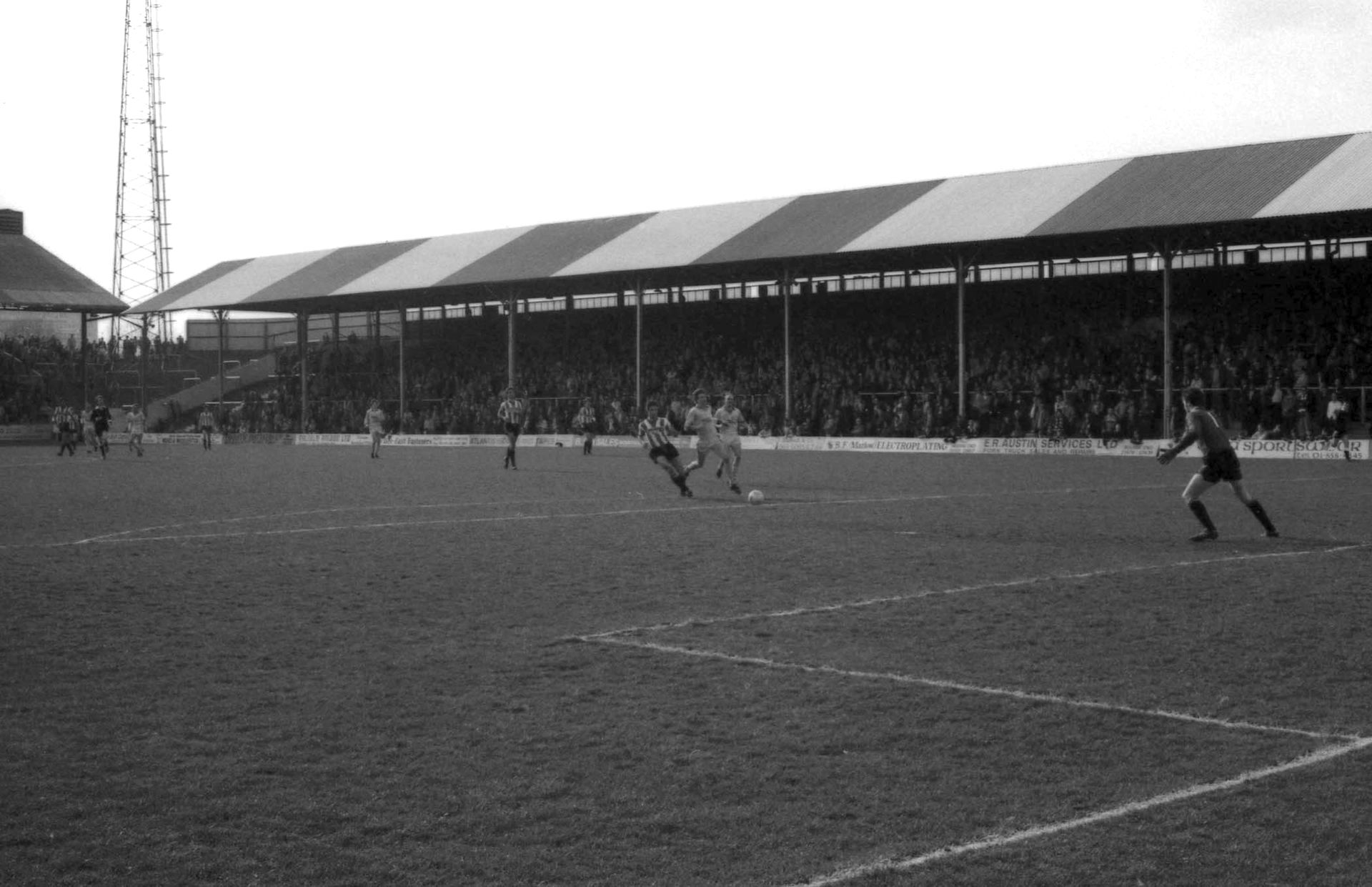
كلاً من أخيه لعبوا أول مباراة إحترافيه لهم في عمر 20، في نادي برينتفورد، حديقة جريفن، صورت الصورة في 1982.

ولد روبن فيرادي وشقيقه التوأم، توني، في أكتون، غرب لندن، في 27 يوليو 1952. ولد كل من والديه، ألف فيرادي، وهو سائق لشركة غسيل، وزوجته شيلا، في أكتون وتزوجا قبل عام، وكلاهما في العشرين من العمر، وقد التقيا قبل ذلك بثلاث سنوات. لعب والد شيلا، فريدريك رايدنغ، كرة قدم احترافية في برينتفورد قبل الحرب العالمية الثانية. كان فيرادي يعيش مع عائلة شيلا حتى ينتقلوا إلى بيت مسبق الصنع خاص بهم في أكتون غرين [الإنجليزية]، وعندما وصل روبن وتوني إلي الثانية من العمر. انتقلوا إلى شقة في جنوب أكتون [الإنجليزية] في عام 1962 حينما وجدوا أن المنزل مسبق الصنع يغرق. ووصفت أم روبن وتوني في وقت لاحق بأنهما كانا قريبين من بعضهما بشكل ملحوظ، ونادراً ما كانوا يتجادلون أو يتقاتلون. كان الاختلاف الملحوظ في الشخصية هو أن روبن كان خجوًلا، في حين كان توني أكثر ثقة. حضر التوأمان أول مباراة أحترافية في سن الثانية، عندما أخذها والدهما إلى مباراة برينتفورد في حديقة جريفين. من سن الرابعة أخذ ألف كلاً من الصبيين للعب كرة القدم في حديقة محلية بعد ظهر كل يوم.
في حوالي العاشرة من عمره، امتلك فيرادي مهارات ملحوظة في الكرة، وبحسب ما قاله والده، كان بإمكانه حمل برتقالة على رقبته، وتحقيق التوازن بينهما ثم تركها تتدحرج علي جسده ووضعها على قدمه. بالإضافة إلى كرة القدم، لعب روبن لعبة الكريكيت على مستوى عالٍ والملاكمة ولعب التنس. على الرغم من أوجه التشابه الكثيرة والاهتمامات المشتركة في الرياضة وكرة القدم على وجه الخصوص، كان التوائمان مختلفًلان تمامًا من الناحية الأكاديمية: بينما كان توني جيدًا في المدرسة، كان فيرادي غير مهتمًا، ووفقًا لأخيه «كان دائمًا لا يحضر، حيث كان يشاهد النساء حول المنتزه».
تم استطلاع فيرادي من قبل العديد من الفرق في لندن خلال سنوات مراهقته، وانضم إلى مدرسة كريستال بالاس للتميز في عمر 12 أو 13، ثم انتقل إلى كوينز بارك رينجرز بعمر 13 سنة ثم إلى تشيلسي، والذي حضر معه نهائي كأس الاتحاد الإنجليزي عام 1967 [الإنجليزية]. كواحد من لاعبي نادي الشباب، كان جزءًا من حفلة الفريق الرسمية. ومع ذلك، أدى أسلوب اللعب الفردي لفيرادي ورفضه تغيير أسلوب لعبه في فقدان الأندية الصبر معه. انضم الأخوان التوأمان إلى فريق الرجال، احتياطي فيلق أكتون الإنجليزي، بعمر 14 عامًا، وفي بعض المباريات سيلعبان جنبًا إلى جنب مع والدهما. توني لعب في خط الوسط، وروبن في المقدمة، ولكن وفقا لتوني كان أخاه أفضل كحارس مرمى من الأمام: «لقد كان حارس مرمى رائع. لم يكن لديه خوف... ولكن من الواضح أنه فضل ضربهم في الطرف الآخر». حول هذا الوقت أصبحت روبن مهتمًا بالموسيقى والرقص وحضور الحفلات الموسيقية. كان لديه أيضًا موهبة الرسم، ولكن تخلى فجأة عن هذا الاهتمام في سن 15. أصبح روبن أكثر حيوية من أخيه وبدأ في تعاطي المخدرات في منتصف عمره. ترك المدرسة في سن الخامسة عشرة، قبل عام من توني، وبدأ التدريب كمجصص.

### إصلاحيّة الأحداث، الزواج الأول والدوري الإسثمياني
واستمر فيرادي لمدة شهرين كمجصص قبل أن ينتقل ليصبح أولاً سائق سيارة لشركة بقالة، ثم منظف نوافذ. كان موقفه المسترخي وعدم اكتراثه واضحاً بالفعل: وبكلمات والده، «لم يكن يهتم». لقد سرق فيرادي بانتظام في هذا الوقت، ولكن على الرغم من الإدانات الكثيرة، لم يذهب إلى مركز احتجاز حتى كان عمره 16 سنة. بعد أن تم القبض عليه وهو يسرق ما ذكره توني بأنه «راديو سيارة أو شيء ما»، أطلق سراحه على الفور لأنه يعاني من الربو. ومع ذلك، بعد أن أعادوه بالتهم بعد ثلاثة أشهر، أُرسل إلى إصلاحية أحداث [الإنجليزية] فيلثام [الإنجليزية] حيث قضى 14 شهراً. خلال فترة وجوده هناك، أصبح فيرادي أقوى وأكثر لياقة وتألق مع فريق إصلاحية الأحداث لكرة القدم. وقد تم اختياره لفريق الرجال من فئة جميع النجوم في دوري السجون، مازال عمره 16 عامًا، تم السماح له بالخروج من إصلاحية الأحداث ليتدرب ويلعب مع فريق ريدينغ للشباب، والذي ظهر فيه ثلاث مرات في دوري المقاطعات الجنوبية الشرقية [الإنجليزية] خلال موسم 1968-1969.
بعد الإفراج عنه، عاد فيرادي إلى أكتون، حيث كان لديه صديقة تدعى ماكسين دوغان وابنة صغيرة تسمى نيكولا. كانت ماكسين من العرق المختلط [الإنجليزية]. تسبب الجدل المحلي المحيط بالعلاقة بين الأعراق في أن يكون الزوجان ودائرتهما معزولون اجتماعيًا، وأدي ذلك إلى هجوم بدني على الزوجان في إحدى الليالي في منزل عام أكتون. على الرغم من هذا، والمعارضة من قبل كلتا مجموعتي الآباء - ألف رفض حتى حضور الزفاف - تزوجا، كلاهما في سن 17. يوم الجمعة لم يأخذ التزاماته الزوجية على محمل الجد واستمر في مغازلته للنساء، والشرب بكثرة وتعاطي المخدرات. أخذه صديق يلعب لنادي لوالتهامستو إفينو [الإنجليزية]، وهو ناد شبه احترافي في الدوري الإسثمياني من شمال شرق لندن، فيرادي على طول لتدريب يوم واحد في أوائل عام 1971. لعب فيرادي بشكل جيد بما فيه الكفاية لكي يوقع له نادي لوالتهامستو إفينو في نفس اليوم على اجر 10 جنيهًا استرلينيًا في الأسبوع. العديد من زملائه الجدد كانوا عاملي أسفلت من شرق لندن، وسرعان ما انضم إليهم فيرادي في تلك التجارة.